# Henryk Reymanstadion
Het gemeentelijk Henryk Reyman-stadion (Stadion Miejski im. Henryka Reymana) is een voetbalstadion in het Poolse Krakau, gebouwd in 1922. Het is de thuisbasis van Wisła Kraków.

## Geschiedenis
Het Wisła-stadion werd in 1953 geopend, en ontving het recordaantal van 45.000 toeschouwers in de UEFA Cup-wedstrijd tegen het Schotse Celtic.
In de zomer van 2003 werd het veld vervangen om er veldverwarming te kunnen plaatsen, hetgeen zeer essentieel is in het Poolse klimaat, dat veel strenge winters kent. Nieuwe lichtmasten werden in de zomer van 2002 geplaatst.
Anno 2008 werd het stadion verbouwd, zodat er uiteindelijk maximaal 35.000 bezoekers konden plaatsnemen op overdekte tribunes. Daardoor wordt voldaan aan de UEFA-voorschriften en kunnen er zelfs Champions League-wedstrijden worden gehouden. De verbouwing van de eerste tribune is in november 2004 begonnen. Op 23 januari 2008 werd het stadion vernoemd naar Henryk Reyman.

## Trivia
In 1998 werd geopperd om een nieuw nationaal stadion in Krakau te bouwen, maar dat plan liet men al snel varen, door financiële redenen. De indrukwekkende maquettes zijn er echter nog wel.